# Tròng trành

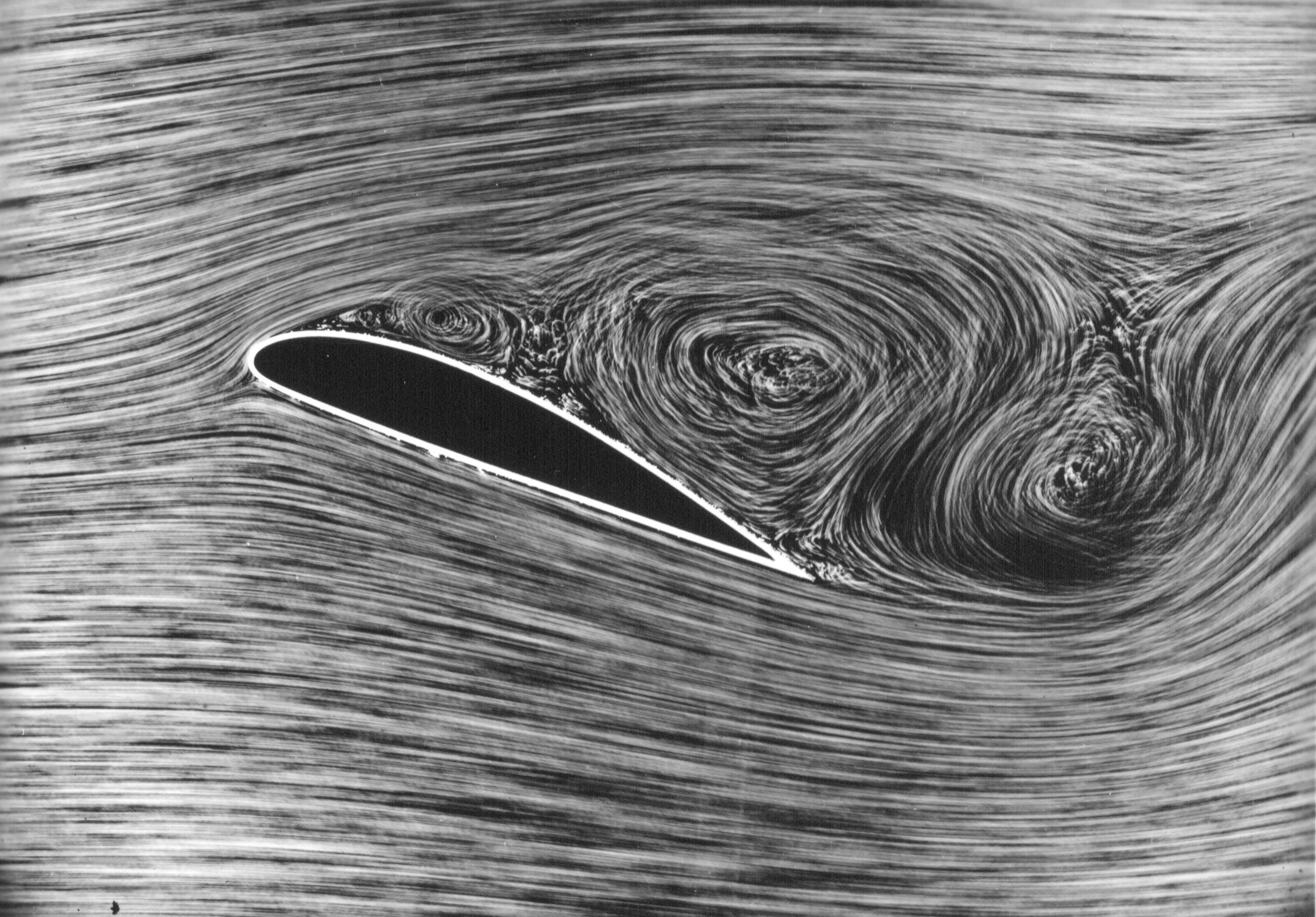
Dòng khí bị tách ra bởi cánh máy bay ở góc tấn cao khi tròng trành.

Đối với ngành động lực học chất lưu, tròng trành (hay thất tốc) là hiện tượng lực nâng bị giảm khi cánh gia tăng góc tấn. Hiện tượng này xảy ra khi góc tấn vượt độ tới hạn. Góc tấn tới hạn thường là khoảng từ 8° tới 20°, so với gió thổi tới (gió tương quan) cho hầu hết tất cả các cánh bay dưới âm thanh, nhưng nó có thể thay đổi tùy thuộc vào dạng chất lưu, dạng cánh nâng và số Reynolds.
Tròng trành xảy ra với các máy bay có cánh cố định khi lực nâng đột ngột giảm do phi công tăng góc tấn của cánh vượt quá góc tới hạn (hoặc tăng góc tấn khi đang bay ở tốc độ dưới tốc độ tròng trành). Việc máy bay rơi vào trạng thái mất lực nâng không có nghĩa là động cơ đã ngừng hoạt động; hiện tượng này cũng xảy ra đối với cả các tàu lượn không có động cơ. Trong máy bay có người lái hoặc không có, người ta sử dụng động cơ vector đẩy để duy trì độ cao hay kiểm soát đường bay nhằm cung cấp lực nâng bổ sung khi xảy ra hiện tượng mất lực nâng trên cánh. Những công nghệ này được gọi là công nghệ hậu tròng trành.
Bởi vì hiện tượng tròng trành là một hiện tượng phổ biến nhất trong ngành hàng không, bài này chủ yếu đề cập đến hiện tượng tròng trành đối với máy bay, cụ thể là máy bay có cánh cố định. Nguyên lý của tròng trành trong bài viết này cũng tương tự như nguyên lý tròng trành đối với các bề mặt cánh trong các loại chất lưu khác.

## Đặc tính khí động lực

### Máy bay có cánh cố định
Máy bay có cánh cố định có thể rơi vào trạng thái tròng trành trong bất kỳ góc tròng trành hay góc nghiêng nào hoặc tại bất kỳ tốc độ nào, nhưng tròng trành có thể được kiểm soát bằng cách giảm tốc độ máy bay đến tốc độ tròng trành ở một độ cao an toàn. Tốc độ tròng trành 1g (lực nâng bằng trọng lượng của máy bay) thay đổi tùy theo loại máy bay có cánh cố định và được hiển thị qua các quy ước màu trên đồng hồ đo tốc độ máy bay.